# Hôtel de Fermineau
 (juin 2014).
Si vous disposez d'ouvrages ou d'articles de référence ou si vous connaissez des sites web de qualité traitant du thème abordé ici, merci de compléter l'article en donnant les références utiles à sa vérifiabilité et en les liant à la section « Notes et références ».
L'Hôtel de Fermineau à Beaucaire, datant du XVIIe siècle, comporte une façade sur une rue encore richement décorée dans le goût de la Renaissance.

## Histoire
Au XVIIe siècle la ville de Beaucaire fait appel à la congrégation des Ursulines de Montélimar pour l'instruction de ses jeunes filles. Les religieuses acquirent l’hôtel de Fermineau en 1664, puis petit à petit, les maisons voisines pour établir un pensionnat.
L'ensemble des bâtiments et divisé en trois parties distinctes séparées par des rues. Afin de circuler à l'abri des regards, les religieuses obtinrent le droit de construire deux arceaux au-dessus de la rue baptisée rue arceau de l'avenir. Un seul arceau a survécu aux différentes campagnes de travaux, l'église a disparu et l’hôtel reste le principal vestige des 160 ans de présence des ursulines à Beaucaire.
Les façades et toitures de l'hôtel sont inscrites au titre des monuments historiques par arrêté du 18 juillet 1935 alors que l'escalier intérieur est inscrit par arrêté du 3 novembre 1942.